# Ricardo Teixeira

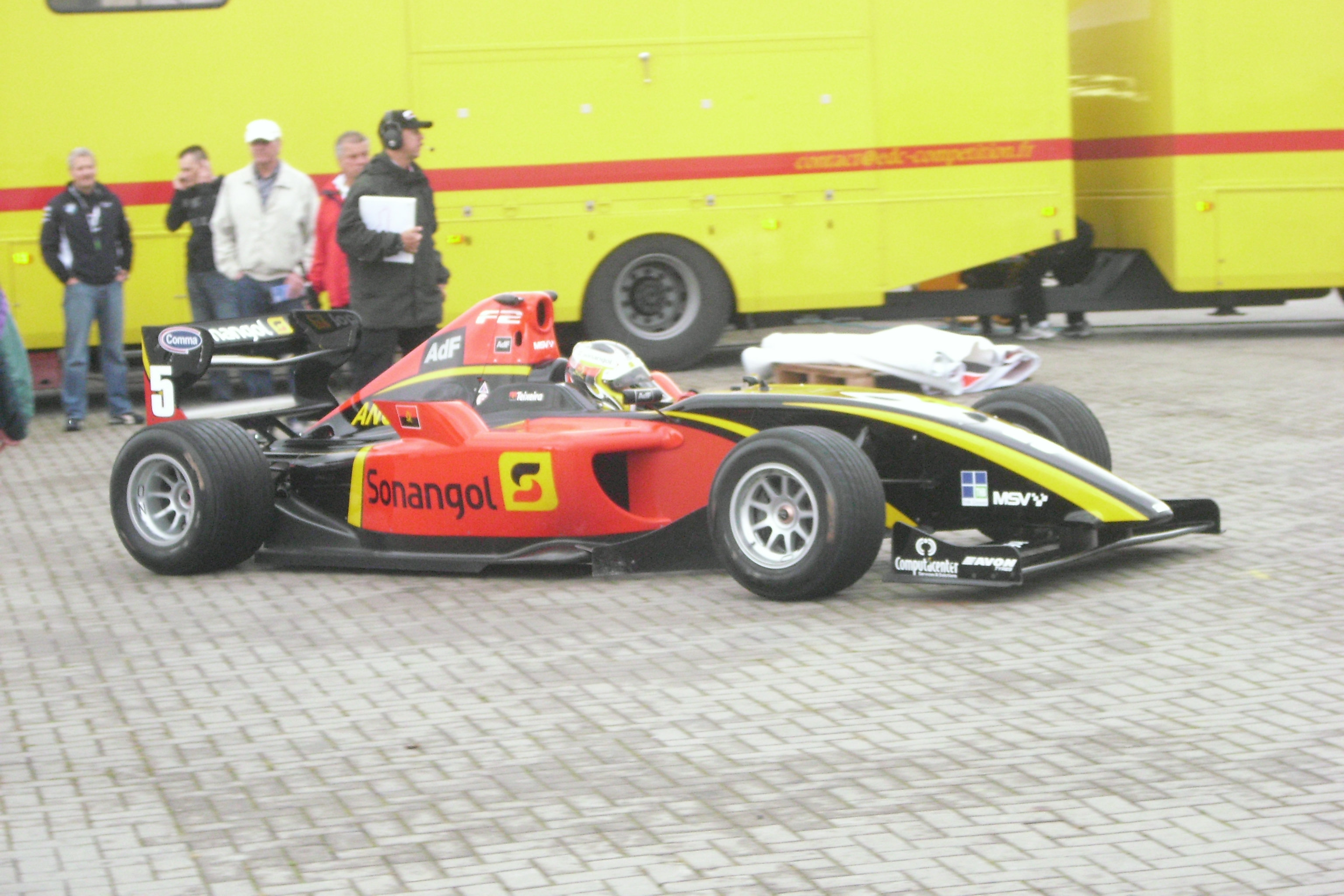
Ricardo Teixeira i FIA Formula Two Championship 2010.

Ricardo Teixeira, född 2 augusti 1984 i Lissabon, Portugal, är en angolansk-portugisisk racerförare.

## Racingkarriär
Teixeira har kört en hel del i Formel 3, framför allt i det brittiska F3-mästerskapet. Han körde där både i den nationella klassen och huvudserien. Han nådde aldrig några topplaceringar i totalsammandragen där och inte heller när han körde i GP2 Series 2009. 2010 gick han över till FIA Formula Two Championship och var redan på den andra deltävlingshelgen, vilken gick på Marrakech Street Circuit, huvudperson i en stor krasch. Han körde på Ivan Samarins bil bakifrån, lyftes rätt upp i luften och gjorde en volt innan han landade på hjulen igen. Kraschen orsakade även andra mindre krascher runt ikring, men ingen blev skadad. Totalt slutade han på femtonde plats, med en femteplats som bäst.
Under 2011 är Teixeira testförare för Team Lotus i Formel 1.
| År                                               | Klass/Mästerskap                                    | Team                                        | Bil                          | Totalt/poäng | Bästa placering          |
| ------------------------------------------------ | --------------------------------------------------- | ------------------------------------------- | ---------------------------- | ------------ | ------------------------ |
| 2001                                             | Formula BMW Junior Cup Iberia                       | ?                                           | ?                            | 20:e/28p     | ?                        |
| 2005                                             | Brittiska F3-mästerskapet - Nationella klassen      | Carlin Motorsport                           | Dallara F304 (Mugen Honda)   | 9:a/61p      | ?                        |
| 2006                                             | Brittiska F3-mästerskapet - Nationella klassen      | Carlin Motorsport Performance Racing Europe | Dallara F304 (Mugen Honda)   | 7:a/74p      | Två tredjeplatser        |
| 2007                                             | Brittiska F3-mästerskapet                           | Performance Racing Europe                   | Dallara F307 (Mugen Honda)   | -/0p         | Två elfteplatser         |
| 2007                                             | ATS Formel 3 Cup                                    | Rennsport Rössler                           | Dallara F305 (Opel)          | -/0p         | ?                        |
| 2007                                             | Zandvoort Masters of F3 @ Zolder                    | Performance Racing Europe                   | Dallara F307 (Mugen Honda)   | 24:a         | 24:a                     |
| 2008                                             | Brittiska F3-mästerskapet - Internationella klassen | Ultimate Motorsport                         | Mygale M-08F3 (Mercedes HWA) | 20:e/?p      | Två trettondeplatser     |
| 2008                                             | RTL GP Masters of Formula 3                         | Ultimate Motorsport                         | Mygale M-08F3 (Mercedes HWA) | -            | Bröt                     |
| 2008/2009                                        | GP2 Asia Series                                     | Trident Racing                              | Dallara GP2/05 (Renault)     | -/0p         | Två sjuttondeplatser     |
| 2009                                             | GP2 Series                                          | Trident Racing                              | Dallara GP2-08 (Renault)     | -/0p         | Fyra fjortondeplatser    |
| 2010                                             | FIA Formula Two Championship                        | Sonangol                                    | Williams JPH1B F2 (Audi)     | 15:e/23p     | 5:a i Marrakech (Race 1) |
| 2011                                             | Formel 1 - Testförare                               | Team Lotus                                  | Lotus T128 (Renault)         | testförare   | testförare               |
| Senast uppdaterad: 2011-06-07 (4965 dagar sedan) |                                                     |                                             |                              |              |                          |